# Madina do Boé
Madina do Boé jest miejscowością położoną w południowo-wschodniej części Gwinei Bissau, w regionie Gabú. Miasto to pełniło funkcję stolicy od 24 września 1973 do 10 września 1974 r. Od tego czasu stolicą Gwinei-Bissau stało się Bissau.

## Gospodarka
Region jest uważany za najbiedniejszą część kraju. Rolnictwo, a zwłaszcza hodowla inwentarza żywego (bydło, kozy), a także połowy w rzekach są zasadniczo samowystarczalną gospodarką w tym sektorze.
Po odkryciu złóż boksytu w sektorze Boé rząd Gwinei Bissau zawarł w 2007 roku umowę government ze spółką górniczą z Angoli na budowę kopalni boksytu o rocznej zdolności produkcyjnej 3 mln ton. Jednak jej postanowienia nie zostały nadal wdrożone w życie z powodu kryzysów wewnętrznych w Gwinei Bissau i wymagających z tego powodu renegocjacji. Nowy rząd Gwinei Bissau uznaje pierwotny traktat za niesprawiedliwy, ponieważ jedynie 10% dochodów miałoby trafiać do skarby państwa Gwinei Bissau, a 90% do firmy angolskiej. Budowa doku załadunkowego na Bubie, przez którą boksyt powinien być wysyłany, nie została jeszcze ukończona zgodnie z wytycznymi zawartymi w umowie.
Dojazd do Madina do Boé jest utrudniony ze względu na jakość dróg. Główna droga do oddalonej o 33 km regionalnej stolicy Gabú jest zbudowana z gliny, która na ogół nie jest przejezdna w porze deszczowej od maja do października
Sektor nie posiada lotniska.

## Sektor Madina do Boé
Madina do Boé jest stolicą sektora składającego się łącznie z 83 wiosek, wiele z nich to małe osady plemienne (Tabancas), na czele których stoi wódź lub tzw. król społeczności. Do największych wsi w sektorze należą:
- Beli (870 mieszkańców)
- Bouloubã (Cumbia) (274 mieszkańców)
- Capebande (317 mieszkańców)
- Dandum (486 mieszkańców)
- Guiledje (522 mieszkańców w trzech osadach)
- Madina do Boé (73 mieszkańców)
- Santa Saré (384 mieszkańców)
- Tchetché (także Ché Ché lub Cheche, 299 mieszkańców)
- Vendu Leide (353 mieszkańców)